# اوپل آدام
اوپل آدام (انگلیسی: Opel Adam) یک خودروی شهری است که توسط شرکت آلمانی اوپل عرضه می‌شود که نام آن از آدام اوپل مؤسس شرکت اوپل گرفته شده‌است. این خودرو در بریتانیا نیز با نام واکسول آدام و توسط شرکت واکسول ارائه می‌شود. این خودرو برای اولین بار در سال ۲۰۱۲ در فرانسه و در نمایشگاه خودروی پاریس ۲۰۱۲ معرفی شد. شروع عرضه آن نیز از سال ۲۰۱۳ بود.